# Heinrich Ritter (Philosoph)

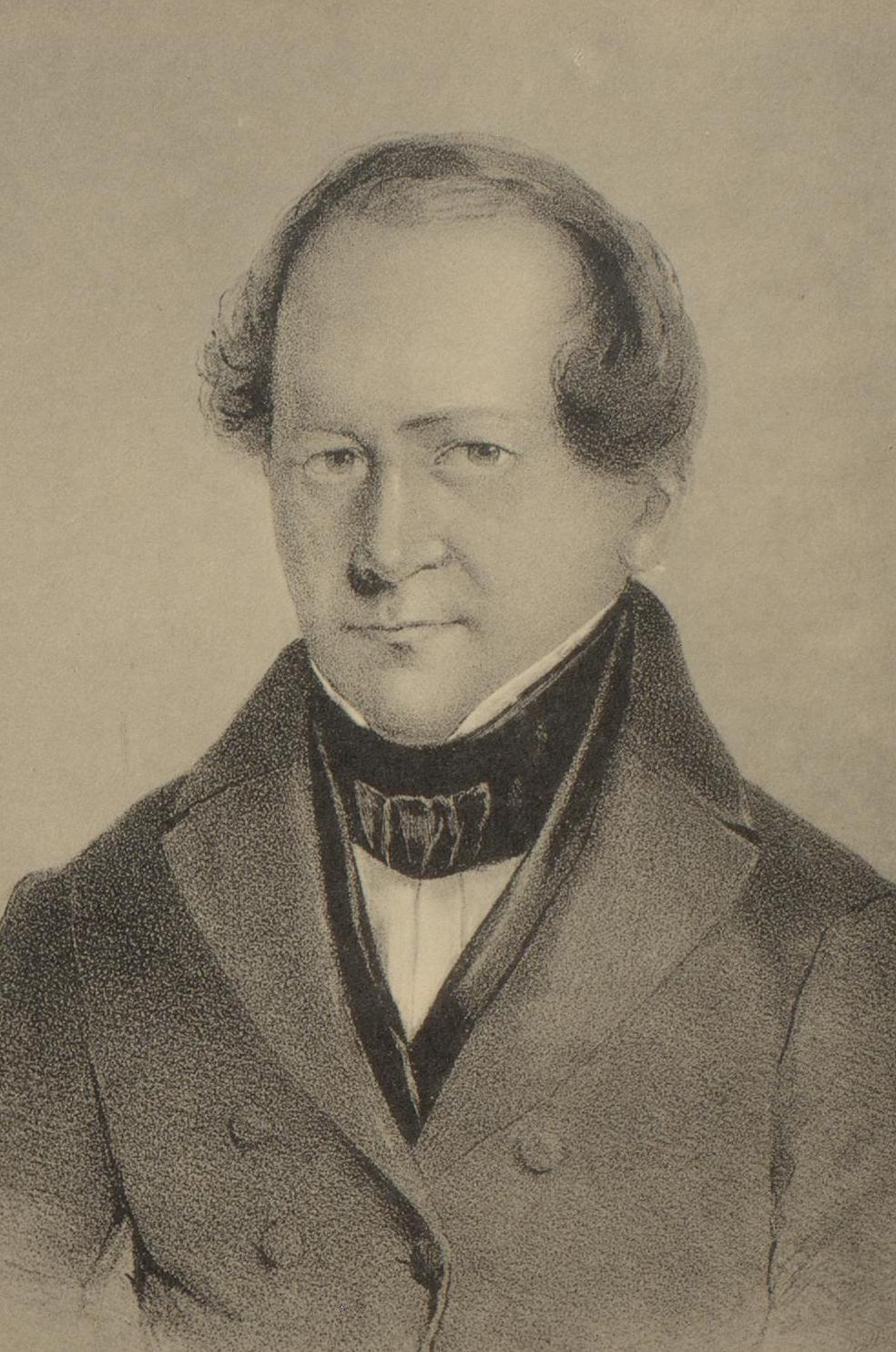
Heinrich Ritter

Heinrich August Ritter (* 21. November 1791 in Zerbst; † 3. Februar 1869 in Göttingen) war Philosoph und Theologe, sowie Autor einer europaweit verbreiteten, mehrbändigen Philosophiegeschichte.

## Leben
Ritter war der Sohn des fürstlich anhalt-zerbstischen Hof- und Amtsrates Johann Friedrich Wilhelm Ritter (* 1751; † 1819) und der Sophie Dorothea, geb. Oelschläger. Ritter besuchte das Gymnasium in seiner Geburtsstadt. Zwischen 1811 und 1815 studierte er Theologie und Philosophie an den Universitäten Halle, Göttingen und Berlin. Hier lernte er auch Schleiermachers Auffassung kennen, dass Philosophie und Theologie zwei eigenständige Wissenschaften sind, sich aber in ihren Ergebnissen nicht widersprechen können. Ein Gedanke den schon Augustinus vor mehr als 1000 Jahren vertreten hatte. Diese Sichtweise schlug sich in Ritters Bearbeitung der Philosophiegeschichte nieder. Außer Fakten stellte er die gesetzmäßige Entwicklung des menschlichen Geistes dar. Im Gegensatz zu Hegel betonte Ritter stärker die enge Verflechtung von Philosophie, Gesellschaft und Kultur.
Mit 24 Jahren machte er als Freiwilliger 1815 den europäischen Befreiungskrieg gegen Napoleon I. auf den Schlachtfeldern nahe seiner Heimatstadt mit. Danach nahm er seine Studien wieder auf und promovierte zwei Jahre später 1817 in Halle mit der Dissertation De inscitia humana (Über die menschliche Unwissenheit). Unmittelbar anschließend habilitierte er sich in Berlin mit seiner schon 1817 von der Königlich Preußischen Akademie der Wissenschaften zu Berlin preisgekrönten Schrift  Über die Bildung des Philosophen durch die Geschichte der Philosophie. Er stellte darin auch das Verhältnis zwischen Descartscher und Spinozas Philosophie dar. In der folgenden Zeit las er als Privatdozent Logik und Philosophiegeschichte in Berlin.
1824 – mit 33 Jahren – erhielt er die Stelle eines außerordentlichen Professors für Philosophie. 1832 wurde er Mitglied der Berliner Akademie. 1833 folgte er als Ordinarius einem Ruf der Christian-Albrechts-Universität zu Kiel. Diesen Lehrstuhl für Philosophie hatte er vier Jahre inne. 1837 wechselte er auf einen Lehrstuhl der Georg-August-Universität Göttingen, wo er bis zu seinem Tod blieb.
Sein Hauptwerk Geschichte der Philosophie wurde in 12 Bänden in Hamburg von 1829 bis 1853 veröffentlicht. Dieses Buch war das Ergebnis seiner weiten und genauen Kenntnis der Materie, die von einer Befähigung zu unparteiischer Kritik geleitet wurde. Der Wert des Werks zeigt sich auch darin, dass es in fast alle europäischen Sprachen übersetzt wurde.
Heinrich Ritter schrieb auch Aufsätze über die alten Schulen der Philosophie, die Ionier, die Pythagoräer und die Megariker.

## Schriften
- Vorlesungen zur Einleitung in die Logik. Trautwein, Berlin. 1823. (Digitalisat)
- Abriss der philosophischen Logik. Trautwein, Berlin 1824. (Digitalisat)
- Geschichte der Philosophie. Trautwein, Berlin 1829–1853. (Digitalisat Band 1), (Band 2, Perthes, Hamburg 1826), (Band 3), (Band 4), (Band 5)
- Ueber das Verhältnis der Philosophie zum Leben überhaupt. (Digitalisat)
- mit Ludwig Preller: Historia philosophiae Graeco-Romanae. 1838. 7. Auflage 1888.
- Kleine philosophische Schriften. Universitätsbuchhandlung, Kiel 1839–1840. (Digitalisat Band 1), (Band 2), (Band 3)
- Versuch zur Verständigung über die neueste deutsche Philosophie seit Kant. Schwetschke, Braunschweig 1853. (Digitalisat)
- System der Logik und Metaphysik. 2 Bände. Dieterich, Göttingen 1856. (Digitalisat Band 1), (Band 2)
- Die christliche Philosophie nach ihrem Begriff, ihren äußern Verhältnissen und in ihrer Geschichte bis auf die neuesten Zeiten. 2 Bände. 1858–1859. Ein Supplement zur Geschichte der Philosophie. (Digitalisat Band 1), (Band 2)
- Encyklopädie der philosophischen Wissenschaften. 3 Bände. Dieterich, Göttingen 1862–1864. (Digitalisat Band 1), (Band 2), (Band 3)
- Ernest Renan, über die Naturwissenschaften und die Geschichte. 1865.
- Über das Böse und seine Folgen. Perthes, Gotha 1869. (Digitalisat)